# Pseudozarba bipartita
Pseudozarba bipartita är en fjärilsart som beskrevs av Herrich-Schäffer 1846. Pseudozarba bipartita ingår i släktet Pseudozarba och familjen nattflyn. Inga underarter finns listade.